# Maciej Dąbrowski (podpułkownik)
Maciej Dąbrowski herbu Jastrzębiec (ur. 10 lutego 1784 albo 22 lutego 1783 albo 10 lutego 1779 w zaścianku Kurza Jama k. Grabowa w ziemi łęczyckiej, zm. 19 lutego 1845 w Montluçon) – żołnierz Legionów Polskich, uczestnik powstania listopadowego.

## Życiorys[1]
Syn Tomasza i Marianny ze Stodulskich. Służbę rozpoczął w 1799 w 1 pułku Legionów, 14 listopada 1806 porucznik adiutant, major 3 pułku piechoty Księstwa Warszawskiego, 30 grudnia 1806 kapitan, szef batalionu w 17 pułku piechoty Księstwa Warszawskiego, odbył kampanie 1807, 1809, 1812, Krzyż Złoty Virtuti Militari, wszedł 4 lutego 1815 do 2 pułku strzelców pieszych jako major, 26 stycznia 1819 podał się do dymisji z przyczyn osobistych.
W 1820 wyruszył do Ameryki, podróżował po Stanach Zjednoczonych i Kubie, 1823 dotarł do Meksyku, gdzie chciał wstąpić do armii republikańskiej. Nie został przyjęty, wstąpił więc do klasztoru dominikanów, w którym przebywał do 1825.
Zatęskniwszy za Polską wrócił w 1826 do Warszawy. Tu był przesłuchiwany przez policję, więziony przez księcia Konstantego, po uwolnieniu żył w nędzy.
W powstaniu 1830 komendant placu w Płocku, potem w Ostrołęce, major w 10 pułku piechoty liniowej, dowódca IV batalionu 2 pułku piechoty liniowej, w obronie Warszawy czasowo dowodził 10 pułkiem piechoty liniowej, 5 września 1831 awans na podpułkownika. 5 października 1831 przeszedł z generałem Rybińskim do Prus.
Do Francji przybył w styczniu 1832 i należał początkowo do zakładu w Awinionie. 17 kwietnia 1832 został mistrzem–architektem w loży „Orzeł Biały i Pogoń”. 19 grudnia 1832 wystąpił w obronie Rady Awiniońskiej przeciw autorom manifestu. 16 maja 1833 odesłany do Guéret w departamencie Creuse, skąd 18 września 1835 trafił do Moulins, a potem do Montluçon, gdzie żył w bardzo trudnych warunkach.